# Andrzej Szpilman
Pour les articles homonymes, voir Szpilman.
Andrzej Szpilman, né le 28 mars 1956 à Varsovie, est un dentiste, compositeur, producteur de musique et éditeur polonais.

## Biographie
Andrzej Szpilman est le fils du fameux pianiste et compositeur, Władysław Szpilman dont la vie a inspiré le film de Roman Polanski, Le Pianiste (2002).
Il a commencé à étudier la musique en 1962 avec le professeur Stefan Kawalla (violon).
En 1983, il déménage à Hambourg et travaille jusqu'en 1988 comme assistant de recherche au Département de dentisterie restauratrice à l'université de Hambourg. Après cela, il poursuit ses activités dans un cabinet dentaire privé à Hambourg-Altona et, plus tard, à Weil am Rhein.
Il réside maintenant en Allemagne mais aussi à Baixas en France.